# Michel Goeldlin
Michel Goeldlin (* 3. August 1934 in Lausanne; † im November 2012 in Monaco) war ein französischsprachiger schweizerisch-US-amerikanischer Schriftsteller.

## Leben
Michel Goeldlin wurde als Sohn eines Schweizers und einer Amerikanerin in Lausanne geboren. Er lebte mit seiner Frau Yucki (* 1931), einer Fotografin, in Vevey und Monaco.

## Auszeichnungen
- 1971: Prix Paul Budry
- 1992: Prix Alpes-Jura
- 2003: Prix littéraire européen der ADELF

## Werke

### Romane
- Les Sentiers obliques, Lausanne 1972
- Le vent meurt à midi, Vevey 1976
  - Windstille gegen Mittag. Deutsch von Pierre Imhasly. Benziger, Zürich 1977, ISBN 3-545-36279-5.
- Juliette Crucifiée, Vevey 1977
  - Juliette G. Roman einer Psychotherapie. Deutsch von J. G. Scheffner. Wunderlich, Tübingen 1981, ISBN 3-8052-0353-5.
- À l’Ouest du Lake Placid, Vevey 1979
- Les Désemparés, Vevey 1983
  - Die Träume des Ikarus. Aus den Aufzeichnungen eines fliegenden Retters. Deutsch von René Muhmenthaler. Schweizer Verlagshaus, Zürich 1984, ISBN 3-7236-6358-8.
- Les Moissons du désert, Vevey 1984
- Panne de Cerveau, Vevey 1996
- Péril au Nunavut, Montreal 1999
- Cœur de neige, Vevey 2000
- Le voyage d’Antoine, Vevey 2000
- Sculpteur de nuages, Paris 2002
- Voyageur du crépuscule, Versailles 2004

### Essays, Autobiografisches
- L’espace d’un homme, Genf 1989
- La Planète des victimes, Vevey 1990
- Chemins d’écume, Paris 2001
  - Die Spur der Gischt. Mit dem Frachter über die Weltmeere. Deutsch von Gisela Sturm. Goldmann, München 2003, ISBN 3-442-71206-8.